# Parinirvāṇa

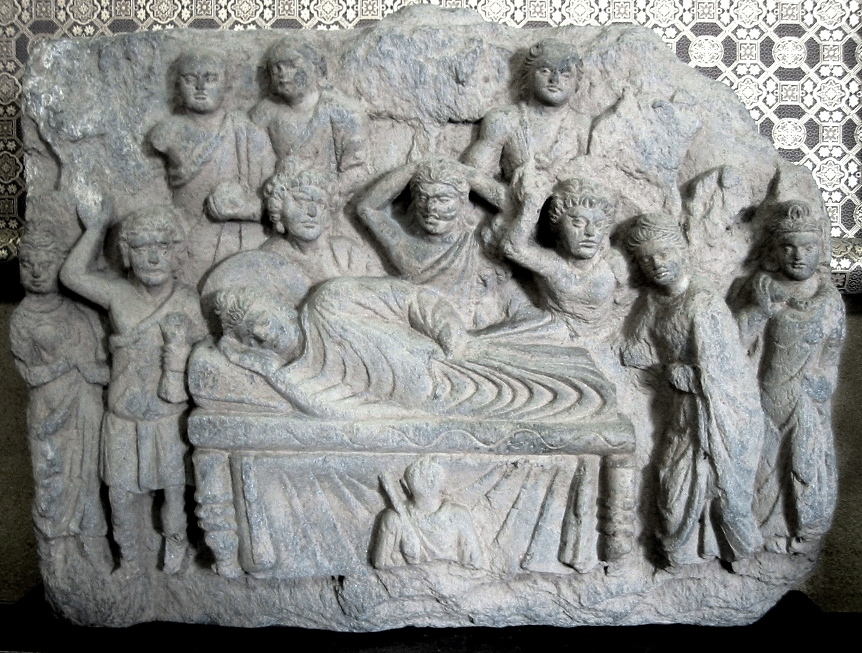
Il parinirvāṇa del Buddha Śākyamuni in un bassorilievo dell'arte del Gandhāra (II-III secolo d.C.)

Il parinirvāṇa (sanscrito परिनिर्वाण; pāli: परिनिब्बाण parinibbāna; cinese: 般涅槃 bō niè pán; coreano: 반열반 ban yeolban o pan yŏlban; giapponese:  hatsu nehan; vietnamita: bát-niết-bàn; tibetano: yong-su myang-'das; Nirvāṇa completo) è un termine proprio del Buddismo con cui si indica la cessazione dell'esistenza dei cinque aggregati (sanscrito pañca-skandha; pāli: pañca-khandha), che costituiscono l'esistenza psicofisica dell'individuo, alla morte di un Buddha o di un arhat. 
È quindi sinonimo della estinzione di un Buddha o di un maestro illuminato. Per antonomasia ci si riferisce con "Parinirvāṇa" a quello del Buddha Śākyamuni avvenuto tradizionalmente nel 486 a.C. a Kuśināgara.